# Émile Appay
Pour les articles homonymes, voir Appay.
Émile Appay (2 juin 1876 à Saint-Just-7 octobre 1935 à Vaux-sur-Seine) est un peintre français dont les paysages (huiles et aquarelles) sont dans le style des vedute.

## Biographie
Émile Charles Appay est né le 2 juin 1876 à Saint-Just (Eure) mais il a passé son enfance à Paris dans le 15e arrondissement. Son père Charles Appay était imprimeur lithographe ce qui explique son gout pour l'art. Il a été l’élève d'Henri Harpignies (1819-1916) et de Paul Lecomte (1842-1920).
Il se marie en 1900 et aura deux enfants. Il était ami avec André Derain et ils aimaient faire de la bicyclette ensemble. Il aimait aussi aller à la pêche et il a peint souvent des cours d'eau ou des scènes de pêche avec ses amis.
Il a été rappelé à l'âge de 38 ans comme soldat pendant la Première Guerre mondiale. Il fera de nombreux dessins des zones de combat. En particulier dans l'Aisne où il est affecté en 1916 dans la région de Faucoucourt ou d'Estrées (Bataille de la Somme). Son jeune frère André, né en 1891, est tué en novembre 1914 à Bucy-le-Long (Aisne).
Appay a exposé ses tableaux dans différentes galeries de Paris :
- galerie Georges Petit,
- galerie Pierre Le Chevallier,
- galerie Jules Gautier[4],[5],
- galerie P. Hénaut (Paris) (1928 - 1934)[6] , [7].

Il a aussi exposé au Salon des artistes français de 1910 à 1920. Il meurt à Vaux-sur-Seine le 7 octobre 1935 ,.

### Quelques tableaux
- Bord de Seine à Gaillon[10]
- Le Port de Marseille - Aquarelle (38 × 57 cm)
- Rue des Halles et tour Charlemagne à Tours - Aquarelle (39,5 × 29 cm)
- Menton - (70 × 54 cm)

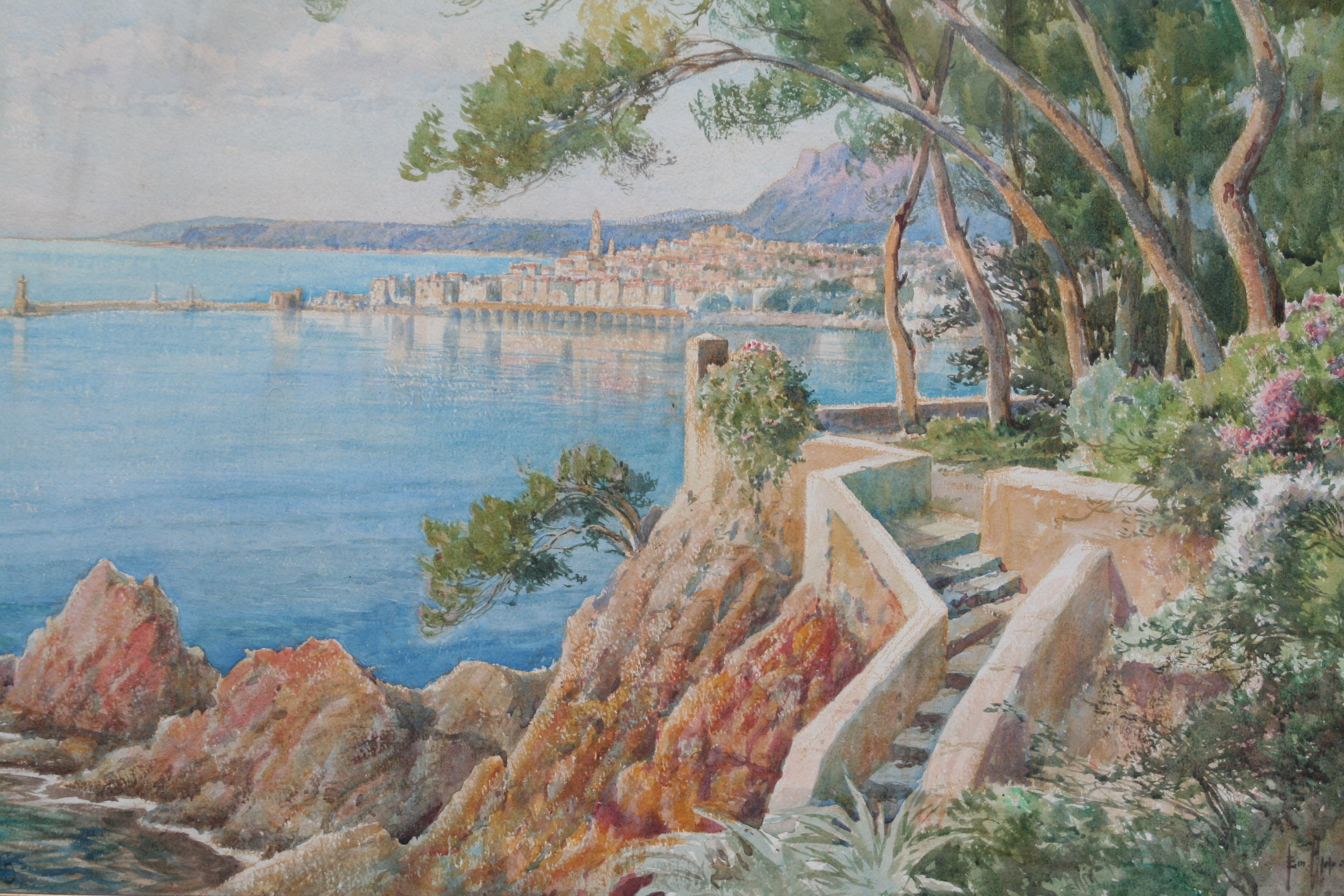
Émile Appay - Menton

- Pont sur la Seine à Rouen - Peinture, huile sur toile (38×55 cm)
- Vue de la Salute, Venise - Peinture, huile sur toile (38×55 cm)

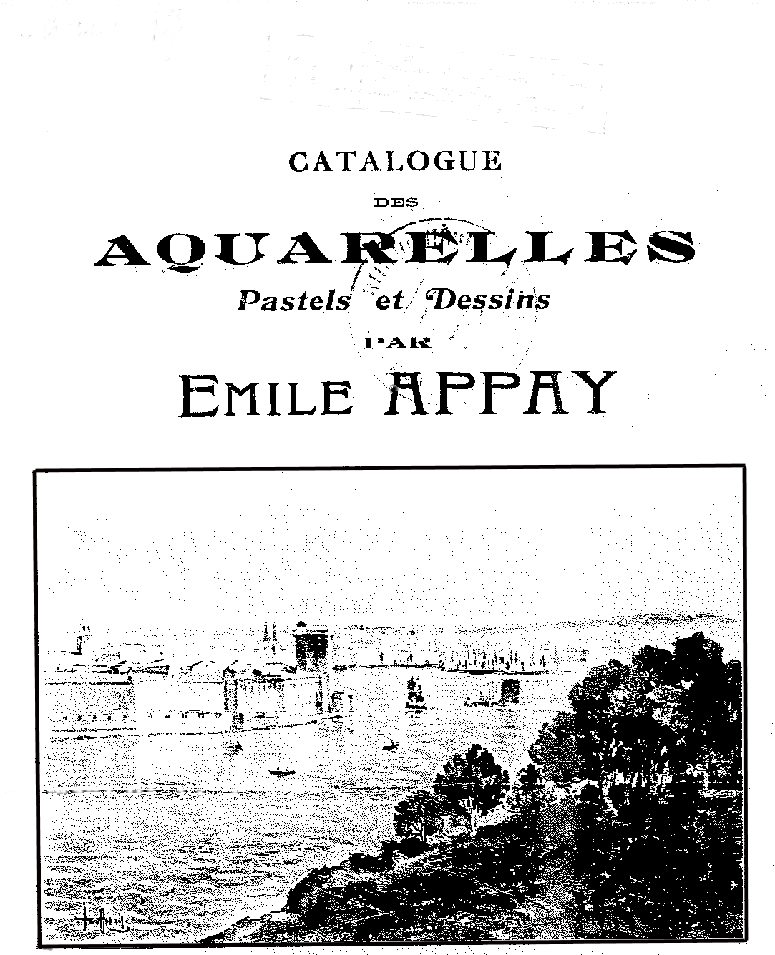
Catalogue de l'Hôtel Drouot
vente du 18 mars 1919
commissaire-priseur : C. Dubourg
expert : M. F. Marboutin
Entrée du vieux port de Marseille.

### Appay peintre vedutiste
- Rue de Louviers animée (Eure) – Aquarelle (33×44 cm).
- Le Château Gaillard - Au petit Andely - Aquarelle (60×75 cm)
- Sainte Enimie - pont sur le Tarn - Aquarelle (30×40 cm)